# Bahía Thetis
La bahía Thetis (o bahía Thetys) es un cuerpo de agua ubicado al oeste de la península Mitre, en la provincia de Tierra del Fuego, Antártida e Islas del Atlántico Sur, Argentina. Se encuentra entre los cabos San Vicente y San Diego y se originó por un antiguo fiordo.
En sus costas, se localiza el poblado fantasma también denominado Bahía Thetis. Además, el ARA Bahía Thetis, llevó el nombre de la bahía.

## Geología
El sector de los Andes fueguinos en las costas de la bahía, poseen Fangolitas, turbiditas arenosas y conglomerados del Maastrichtiano, como así también una gran cantidad de ammonites y foraminíferos.
Esta zona se originó durante el lapso Cretácico tardío - Cenozoico (Paleógeno) y se reconocen tres formaciones.

## Historia
El monseñor José Fagnano, recorrió la isla Grande de Tierra del Fuego hasta esta bahía, adonde realizaría una misa el día 13 de enero de 1887, bautizando a gran cantidad de aborígenes. 
Dos años después, en 1891, se había instalado la subprefectura «Bahía Thetis» que permanecería activa hasta 1896, año en que fue traslada a Río Gallegos.
Posteriormente, se creó el departamento Bahía Thetis —anteriormente llamado Buen Suceso— el 19 de mayo de 1904, que poseía unos 5.867 km² y duraría hasta 1970.
En 1910, como parte de los festejos del Centenario, partió desde la ciudad de La Plata, capital de la provincia de Buenos Aires, el ARA Libertad, que recorrería por estas aguas australes hasta el cabo de Hornos, pasando por la bahía.
Entre 1940 y 1952 existió la factoría lobera «Bahía Thetis». Actualmente permanecen algunas de las casas en estado de abandono, y sólo una de ellas se mantiene en buen estado de conservación a modo de refugio, gracias a quienes frecuentan el lugar. En 1949, se realizó el primer conocimiento geológico del área de la bahía. En aquel refugio se conservan cuadernos de firmas históricos, que datan de la década de 1960.